# Pedicure

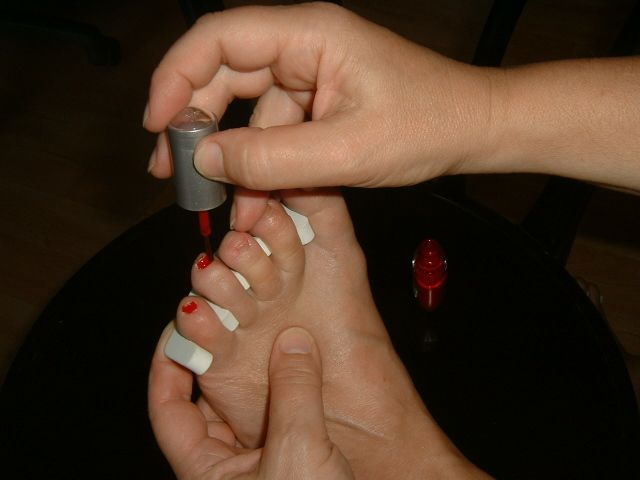
Pedicure

Een pedicure of voetverzorger voert een behandeling aan de voeten uit om problemen te voorkomen en risico’s op de gezondheid te vermijden.
Een pedicure knipt nagels op correcte wijze, verwijdert eelt en likdoorns, maakt ingroeiende nagels los, geeft advies, kan steunzolen aanmeten, anti-drukmiddelen adviseren, doorverwijzen naar een podotherapeut, podoloog of arts en advies geven over de verzorging van de voeten. 
In Nederland zijn er ook medisch pedicures. Zij hebben een speciale opleiding gevolgd. Deze beroepsbenaming is beschermd. Het erkende mbo-4-diploma heeft hetzelfde niveau als het NLQF-4 branche erkende diploma. De opleidingen pedicure en medisch pedicure worden voornamelijk aangeboden door particuliere opleidingsinstituten. 

## België
In België is het beroep van voetverzorger gereglementeerd in de vestigingswet. Een beoefenaar moet dus een vestigingsattest hebben. Dit attest wordt in de regel afgeleverd na een succesvolle opleiding in een erkende onderwijsinstelling.
Daarnaast bestaat er ook een opleiding Bachelor in de podologie. Dit is een paramedische opleiding in het hoger onderwijs. De inhoud is ruimer dan alleen voetverzorging (wat een instrumentele behandeling wordt genoemd), al mogen de afgestudeerden zich ook als pedicure vestigen. Het gaat ook over voetafwijkingen, voetbelasting en -problemen bij sportbeoefening, aangepaste siliconen orthesen, podologische zolen, en dergelijke. De opleiding wordt aangeboden aan de Arteveldehogeschool te Gent.
De term medische pedicure bestaat in België niet. Enkel een podoloog mag risicovoeten behandelen.
De eisen voor het bedrijf zijn vervat in de 'Code van het voetverzorgingsbedrijf' uitgegeven door het Hoofdbedrijfschap Ambachten (HBA). Deze branchecode bundelt normen met alle voorschriften en praktijkrichtlijnen. Hygiëne, bedrijfstechniek, arbeidsomstandigheden, inkoop- en inrichtingseisen zijn kernonderwerpen uit deze standaard voor bedrijfsvoering. Na de opheffing van het HBA in 2014 wordt de code geborgd door het Centrum voor Ambachtseconomie.

## Nederland
Pedicure is in Nederland een vrij beroep, wat wil zeggen dat iedereen het ook zonder diploma mag uitoefenen. In 1996 heeft de overheid de diploma-eis laten vallen, evenals de rest van de vestigingseisen. 
Het Kenniscentrum uiterlijke verzorging (KOC) heeft de wettelijke taak om de kwalificatiestructuur voor pedicure vorm te geven. De kwalificatiestructuur gaat uit van de competenties die nodig zijn om het vak naar behoren te kunnen beoefenen. Voor 1996 waren er diverse diploma's voetverzorging, zoals van de SEPVO en de EPP. Er zijn diverse examinerende bureaus in Nederland erkend door zowel de overheid als de branche organisatie Provoet (mbo- en branchediploma) ter bevordering van de kwaliteit van de examens. 
In Nederland mogen pedicures diabetes- en reumapatiënten behandelen, mits zij in bezit zijn van een door zorgverzekeraars erkend certificaat Diabetische Voet (DV) of Reumatische Voet (RV). In het Landelijk Beroepsregister voor Voetverzorgers en in het kwaliteitsregister van ProCert is vastgelegd wie daarvoor gecertificeerd is. Vanaf 2010 is het voor pedicures niet meer mogelijk om losse certificaten 'Diabetische Voet' en 'Reumatische Voet' te behalen, ze dienen de complete opleiding medisch pedicure te volgen en af te ronden met diverse examens. Medisch pedicures volgen na het behalen van het diploma verplichte nascholing om hun registratie te behouden in het KRP Kwaliteitsregister Pedicures (ProCert).
De opleiding tot medisch pedicure biedt de kennis die nodig is voor het verlenen van voetzorg aan mensen met aandoeningen die complicaties aan de voeten geven. De scholing kent de volgende onderdelen; diabetes en voetverzorging, dementie en voetverzorging, reuma en voetverzorging, oncologie en voetverzorging, spasticiteit en voetverzorging, nagelreparatie en nagelprothese, 
nagelbeugeltechniek, drukvrijtechnieken en schimmeldiagnostiek.